# Osservatorio di Calar Alto
L'osservatorio di Calar Alto è un osservatorio astronomico spagnolo-tedesco. È situato in Calar Alto, un altopiano di 2168 m di altezza nella Sierra de los Filabres (provincia di Almería, Spagna).
Il suo nome ufficiale è Centro Astronómico Hispano-Alemán (CAHA) o, in italiano, Centro astronomico ispano-tedesco, e fu fondato nel 1973 in base ad un accordo tra il governo spagnolo e quello tedesco. Fino al 2005, l'osservatorio apparteneva esclusivamente al Max Planck Institut für Astronomie. Dal 2005 l'osservatorio è gestito dall'Instituto de Astrofísica de Andalucía (Granada) e dal Max Planck Institut für Astronomie in proporzione di un 50 per cento cadauno.

## Contributo alla ricerca esoplanetaria

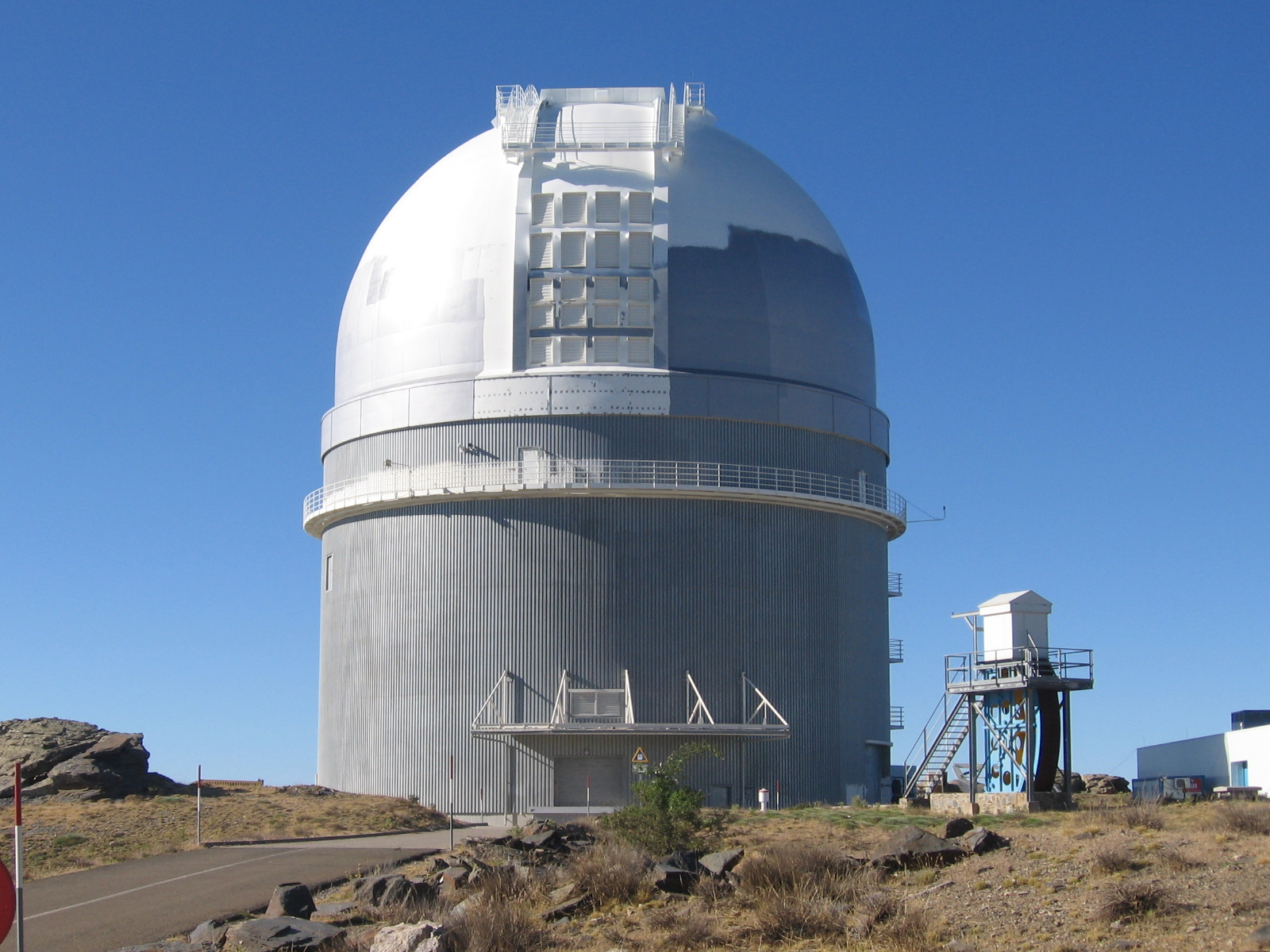
Telescopio di 3,5 m

Il telescopio maggiore da 3,5 metri è dotato di un doppio spettrografo ad alta risoluzione, CARMENES (Calar Alto high-Resolution search for M dwarfs with Exoearths with Near-infrared and optical Échelle Spectrographs). Lo strumento, installato a gennaio 2016 e progettato per un'indagine esplorativa di durata almeno quinquennale mediante studio delle velocità radiali, ha la possibilità di rilevare esopianeti di massa comparabile a quella terrestre situati in orbite abitabili intorno a stelle di classe M. Al 2019 ha contribuito al rilevamento dei pianeti HD 180617 b, distante 19 al. e avente circa 12 volte la massa terrestre; LSPM J2116 + 0234 b, 13 masse terrestri distante 55 al.; e GL 49 b, con massa 3 volte la terra e distante 32 anni luce.
La sensibilità dello strumento ha consentito, nel giugno 2019, di rilevare un sistema planetario intorno alla Stella di Teegarden, una nana rossa scoperta nel 2003 ed avente temperatura superficiale di soli 2700°. Intorno all'astro orbiterebbero due pianeti di massa terrestre: Teegarden b, il pianeta più interno, che compirebbe un'orbita in 4,9 giorni, e Teegarden c, anch'esso con massa simile alla terra orbitante in 11,4 giorni. La scoperta è stata resa nota a giugno 2019.